# Genga
Genga é uma comuna italiana da região das Marcas, província de Ancona, com cerca de 1 980 habitantes. Estende-se por uma área de 72 km², tendo uma densidade populacional de 28 hab/km². Faz fronteira com Arcevia, Fabriano, Sassoferrato, Serra San Quirico.
É a terra natal do Papa Leão XII, que liderou a Igreja entre 1823 e 1829.

## Demografia
| Variação demográfica do município entre 1861 e 2011                               |
|                                                                                   |
| Fonte: Istituto Nazionale di Statistica (ISTAT) - Elaboração gráfica da Wikipedia |